# Odhecaton (ensemble)
Pour le livre de musique Renaissance publié en 1501 par Ottaviano Petrucci, voir Harmonice Musices Odhecaton
Odhecaton est un ensemble vocal italien spécialisé dans la musique Renaissance, fondé en 1998 par Paolo Da Col. 
Il existe un autre ensemble vocal et instrumental fondé en 1972 autour du musicologue Dieter Klöckner, nommé Odhecaton – Ensemble für alte Musik, Köln (« Ensemble de musique ancienne de Cologne ») qui a enregistré pour le label FSM, mais sans relation avec l'ensemble italien.

## Histoire
L'ensemble se compose de voix masculines italiennes, spécialisées dans la polyphonie de la Renaissance et la musique baroque. Ils ont aussi collaboré occasionnellement avec des instrumentistes spécialisés dans le même répertoire tels que Bruce Dickey et le Concerto Palatino, Gabriele Cassone, Liuwe Tamminga, Paolo Pandolfo, Jakob Lindberg et La Reverdie.
Ils interprètent principalement des œuvres de compositeurs italiens, français, franco-flamands et espagnols du XVe siècle, comme Nicolas Gombert, Heinrich Isaac, Josquin des Prés, Francisco de Peñalosa et Loyset Compère. En plus de leur répertoire principal, ils ont aussi chanté des productions d'œuvres musicales postérieures, telle que la comédie madrigalesque, L'Amfiparnaso d'Orazio Vecchi et des œuvres sacrées de Carlo Gesualdo
Au cours de leur activité, ils ont obtenu de nombreux prix internationaux, par exemple le Diapason d'or de l'année en 2003, les « 5 diapasons », le « Choc » du Monde de la Musique, le « Disque du mois » du magazine italien Amadeus et CD Classics et le « CD de année » du magazine Goldberg. 
Le nom de l'ensemble dérive d'un livre de musique Renaissance appelé Harmonice Musices Odhecaton ou simplement Odhecaton. Ce livre, publié en 1501 à Venise, par Ottaviano Petrucci et est une anthologie de chansons polyphonique profanes de compositeurs italiens et franco-flamands, actifs en Italie à la fin du XVe siècle et au début du  XVIe. Il s'agit du premier ouvrage de musique imprimé en utilisant les caractères mobiles et il a eu une grande influence dans la publication d'œuvres musicales et dans la dissémination du répertoire franco-flamand.

## Discographie
- 1998 – Gombert, À la incoronation. Musiche per L'incoronazione imperiale ai donné Carlo V, Bologna 1530 (Bongiovanni 5083). (Fiche sur medieval.org)
- 2002 – Isaac, La Spagna, Mottetti et Missa per la cour ai donné Lorenzo de' Medici. Musiche strumentali sulla melodia La Spagna. Avec Paolo Pandolfo, viole de gambe et Liuwe Tamminga, orgue (Bongiovanni 5607). (Fiche sur medieval.org), (OCLC 52138173)
- 2003 – Desprez, De Passione. Motets de Josquin, Obrecht, Compère et Weerbecke (Assai 222 222). (Fiche sur medieval.org)
- 2006 – Peñalosa, Un Livre d'Heures d'Isabel La Catholique (Bongiovanni 5623). (Fiche sur medieval.org)
- 2007 – Compère, Missa Galeazescha — avec l'Ensemble Pian & Forte et Gabriele Cassone, La Pifarescha, La Reverdie et Liuwe Tamminga (mai/juin 2005, Cantus CA001 / Arcana A 436)[2].
- 2009 – Ou gens brunette (Ramée RAM 0902). (Fiche sur medieval.org)
- 2010 – Monteverdi, Missa papae Marcelli (13-16 septembre 2009, Arcana A358) (OCLC 762681176)
- 2012 – Monteverdi, Missa in illo tempore : in Domine resurrectionis (septembre 2011, Ricercar)[3] (OCLC 801773425 et 820308876)
- 2015 – A. Scarlatti, Missa Defectorum, Magnificat (5-8 décembre 2015, Arcana)[4] (OCLC 965738049).
- 2017 – Monteverdi in San Marco (Arcana A 447)[5]